# Улица Алабяна
У́лица Алабя́на — улица в Северном административном округе города Москвы на территории района Сокол. Пролегает от Ленинградского проспекта до улицы Панфилова. После Песчаного путепровода переходит в улицу Народного Ополчения. Нумерация домов начинается от Ленинградского проспекта. Входит в состав Северо-Западной хорды.

## История
Улица проектировалась ещё до войны как часть четвёртого транспортного кольца.
Появилась в конце 1950-х годов во время застройки района Сокол. До этого улица от Ленинградского проспекта в районе арки д. 73 до пересечения с Окружной железной дорогой называлась Песчаной улицей. После того как речку Таракановку заключили в коллектор, построили на развилке Волоколамского и Ленинградского шоссе д. 77, где разместился детский магазин «Смена», вдоль старинного заброшенного кладбища «Арбатец» была пробита широкая улица, связавшая будущую ул. Народного Ополчения на Октябрьских полях с развилкой двух шоссе. В состав будущей улицы Алабяна вошёл и 1-й Таракановский переулок, ранее тянувшийся вдоль речки Таракановки. По преданию здесь находился деревянный дворец князей Имеритинских, которым предоставил в XVII веке убежище царь Алексей Михайлович. Часть Песчаной улицы до Малого Песчаного переулка потеряла своё название и перешла в состав новой ул. Алабяна. Именно на углу, где Песчаная ул. влилась в ул. Алабяна, на перекрёстке ул. Сурикова и М. Песчаного переулка, составляющих острый угол посёлка художников «Сокол», находится известное старожилам Песчаных переулков района Сокол место падения советского самолёта-гиганта «Максим Горький», совершавшего полёт с Центрального аэродрома на Ходынском поле. В этой катастрофе погибли вместе с экипажем самолёта 36 человек — специалисты-авиаконструкторы, приглашённые на очередной испытательный полёт нового самолёта КБ Сикорского. Место гибели до сих пор не отмечено каким-либо памятным знаком. По левой стороне Песчаной улицы среди частных домов Песчаных переулков стояло здание школы, построенной в 1937 году по проекту М. Г. Куповского. До Великой Отечественной войны это была школа № 597 с начальной школой для подростков. После войны это была школа-восьмилетка № 596. В 1956—1960 гг. школа использовалась как филиал средней школы 706 для самых маленьких. Между 1964 и 1975 годами здание использовалось как вечерняя школа рабочей молодёжи, впоследствии как математический колледж, позже было передано детской спортшколе № 1 Ленинградского района и, наконец, снесено. Улица Алабяна изначально проектировалась как часть будущего пятого кольца Москвы.

## Происхождение названия
Названа 7 августа 1959 года в честь советского архитектора, главного архитектора Москвы Каро Семёновича Алабяна (1897—1959), который разрабатывал проект застройки площади развилки этой улицы с Ленинградским и Волоколамским шоссе. Ранее улица называлась — Проектируемый проезд № 971.

## Расположение
Улица Алабяна начинается от Алабяно-Балтийского тоннеля и развязки Волоколамского и Ленинградского шоссе. С северо-запада к ней примыкают Малый Песчаный переулок, улица Сурикова, улица Левитана, улица Панфилова. С востока к ней примыкают Песчаная улица и улица Зорге.
В районе пересечения улицы Алабяна и Волоколамского шоссе находится посёлок «Сокол», построенный в начале XX века (основан в 1923 году) в соответствии с концепцией «города-сада». Жилые дома посёлка расположены в границах улиц Алабяна, Левитана, Кипренского, Врубеля и Малого Песчаного переулка. По названиям улиц в народе «Сокол» стал известен также как «Посёлок художников». Кроме того, здесь находилось кладбище «Арбатец» XVII—XVIII вв., к которому относится бывшая часовня (улица Алабяна, дом 2а).

## Алабяно-Балтийский тоннель

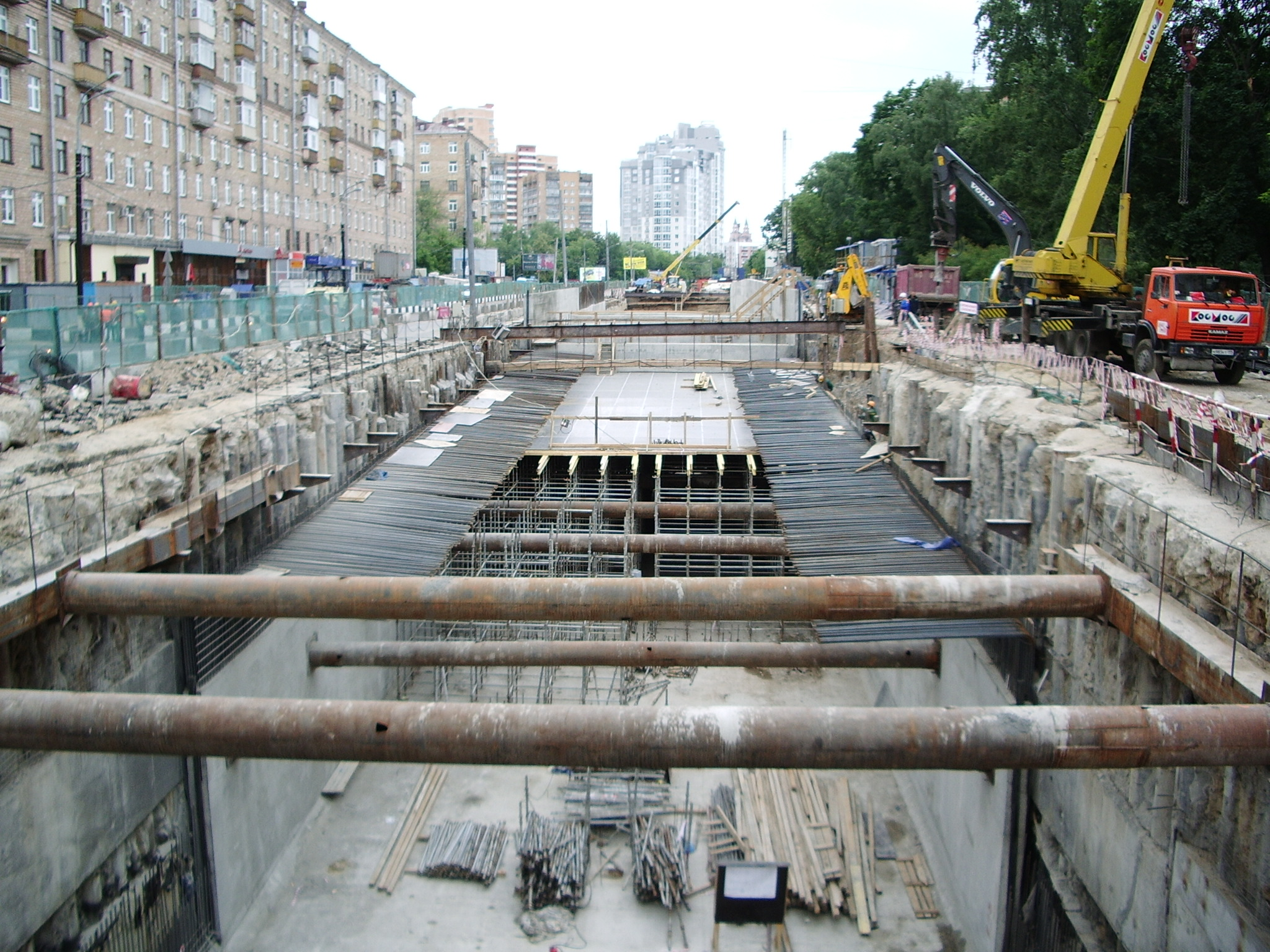
Строительство тоннеля

В рамках проекта «Большая Ленинградка» на улице сооружён Алабяно-Балтийского тоннеля, составная часть развязки на Соколе. Он соединил Большую Академическую с улицами Балтийской и Алабяна. Тоннель проходит под Замоскворецкой линией метро, Волоколамским и Ленинградским тоннелями, коллектором речки Таракановки и путями Рижского направления МЖД.
Тоннель был открыт для движения от улицы Алабяна к Большой Академической 6 сентября 2013 года. Движение по тоннелю в полном объёме открылась 25 декабря 2015 года.

## Здания и сооружения
По нечётной стороне:

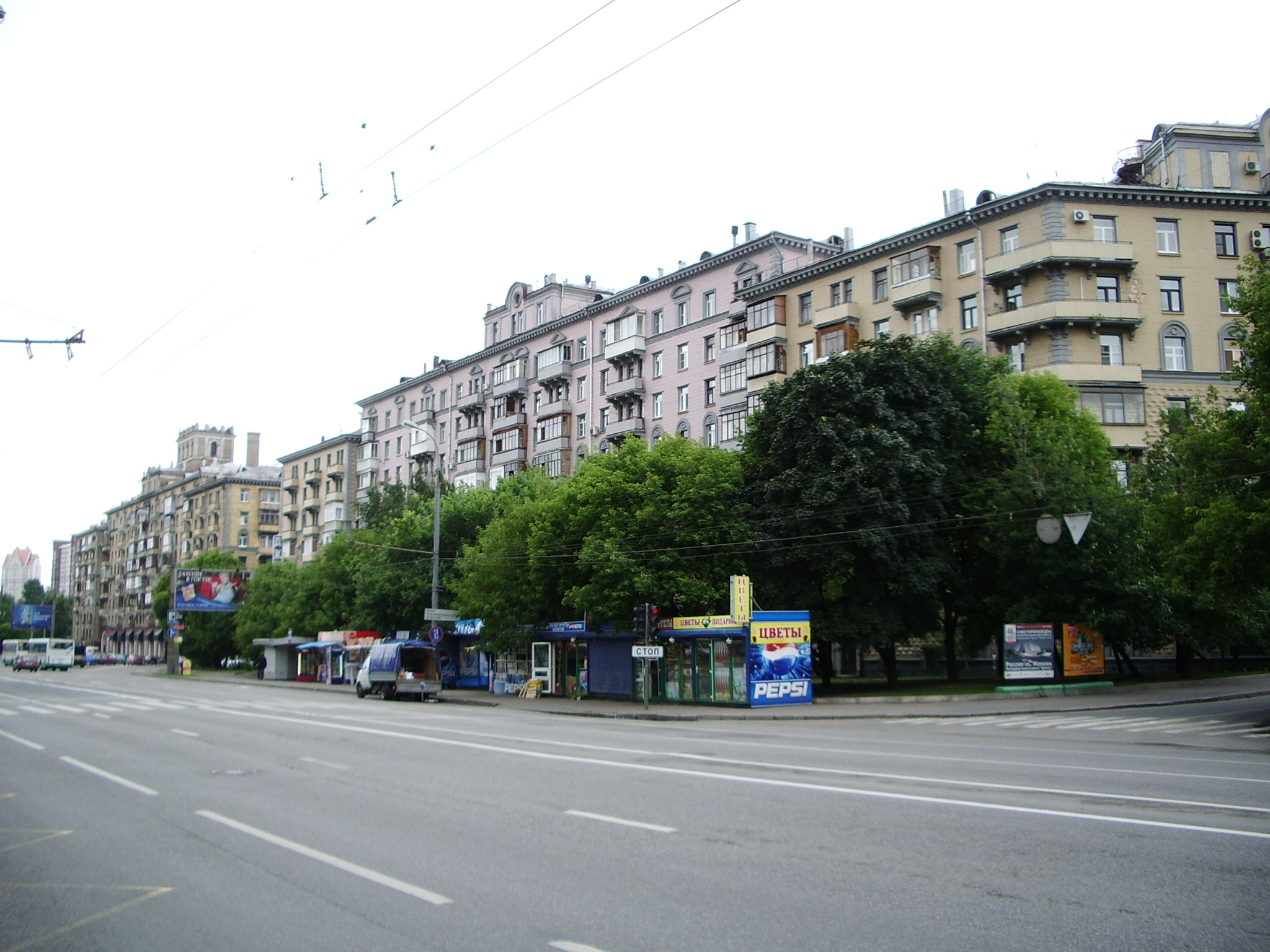
Улица Алабяна, дом 10

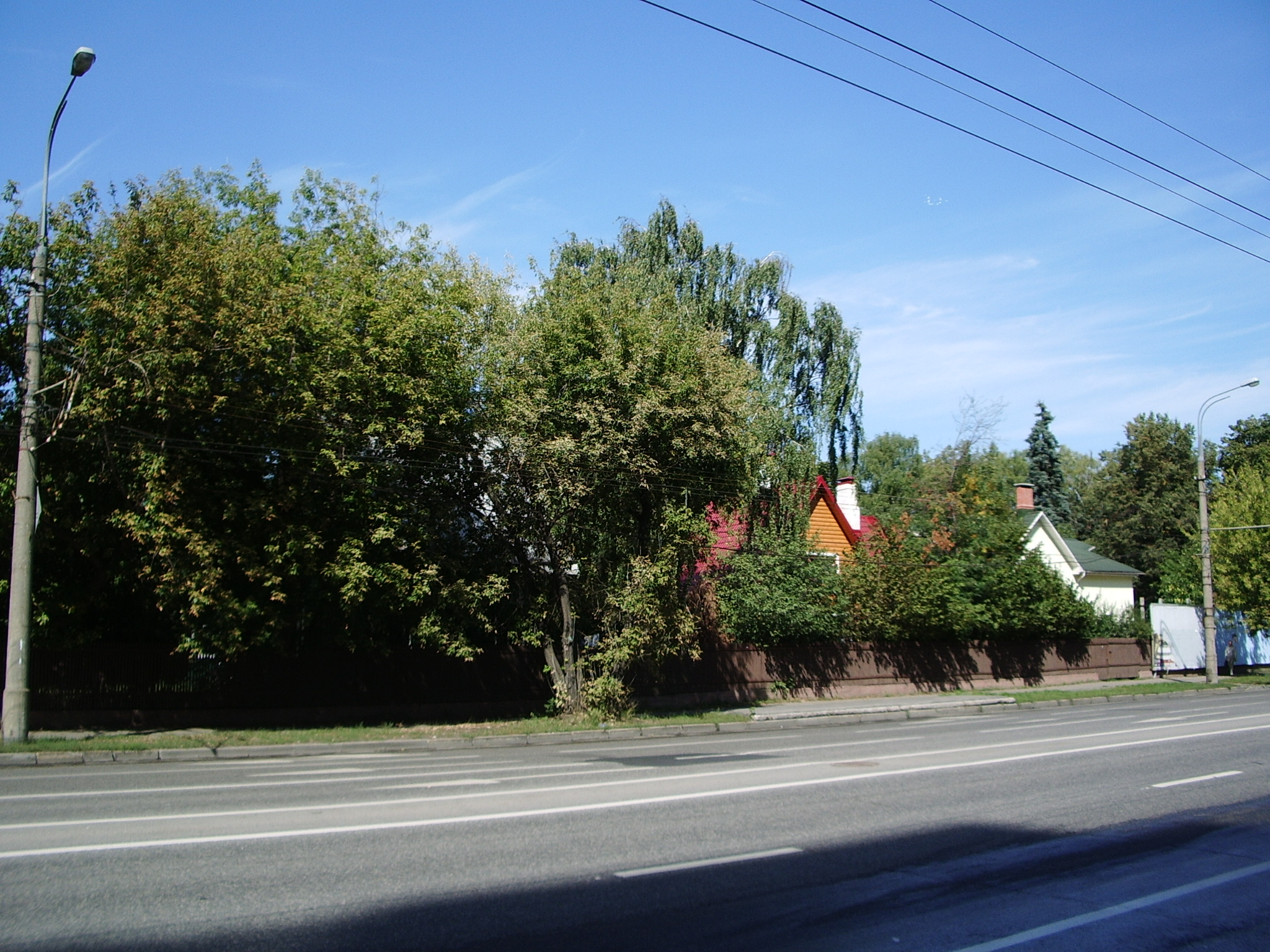
Улица Алабяна, дома 8а, 8б, 8в

- № 3, к. 1 — восьмиэтажный кирпичный жилой дом 1958 года постройки (год постройки выложен кирпичами на стене дома). Построен по индивидуальному проекту. В доме жили фотограф Яков Халип[11], а также писатель Саша Соколов со своими родителями. В советское время в доме размещался магазин «Диета» № 8. В 1958 году в небольшом помещении на первом этаже дома была открыта общественная библиотека[12].
- № 3, к. 2 — пятиэтажный кирпичный жилой дом 1958 года постройки. Построен по индивидуальному проекту.
- № 3, к. 3 — восьмиэтажный кирпичный жилой дом 1962 года постройки. Построен по индивидуальному проекту.
- № 5 — восьмиэтажный кирпичный жилой дом 1958 года постройки. Построен по индивидуальному проекту. На первом этаже здания находится Головинский военкомат САО Москвы.
- № 7 — двухэтажное кирпичное нежилое здание. Построено в 1983 году для овощного магазина[13]. В настоящее время на первом этаже расположен продуктовый магазин «Азбука вкуса» (ранее — «Два капитана»); на втором — кафе «Чайхона № 1», (ранее «Сам-Ам-Бери»), в подвальном помещении — аптека, «Билайн», оптика и прочие магазины услуг.
- № 11 — четырнадцатиэтажный кирпичный жилой дом серии «Башня Вулыха»
- № 13, к .1 — 23-этажный жилой комплекс «Мономах». Построен в 2008 году на месте школы № 596. В том же здании находится спортивная школа олимпийского резерва № 73 (волейбол), с правой стороны здания расположены «Сбербанк», салон красоты и автомойка.
- № 13, к. 2 — 23-этажный жилой комплекс «Империал». Построен в 2010 году. В здании находится детский сад № 325, продуктовый магазин и пиццерия.
- № 15 — 16-этажный кирпичный жилой дом 1971 года постройки. Построен по индивидуальному проекту, разработанному в проектной мастерской № 2 Моспроекта-1 (архитектор И. Добринская, инженер И. Плотников)[14]. Один из так называемых «Цековских домов»  — квартиры в нём предоставлялись работникам Московского горкома партии и ЦК КПСС[15]. В доме располагалась объединённая диспетчерская система жилищно-эксплуатационной конторы № 2 Ленинградского района Москвы, обслуживавшая 18 крупных строений. Уже в 1970-х годах в подъездах имелись автоматически закрывающиеся двери с домофонами и видеокамеры[16][17]. В доме жили режиссёр Татьяна Лиознова[15][18] и журналист Владимир Токмань[19].
- № 17, к. 1; 17, к. 2; 19, к. 1; 19, к. 2; 21, к. 1; 21, к. 2 — типовые панельные девятиэтажные дома серии II-18. Построены в 1964—1966 годах.
- 25/37 — двухэтажное кирпичное здание, построенное в 1970 году[20]. Изначально в нём размещалась химчистка № 43 производственного объединения «Чайка»[21]. В 2010-х годах химчистка была закрыта, а здание было реконструировано под офисы.

По чётной стороне:
- № 8а, 8б, 8в — малоэтажные жилые дома. Относятся к посёлку «Сокол». Были построены в 1924—1925 годах по проекту архитектора Н. В. Марковникова. В 1979 году дома были взяты под охрану как памятники архитектуры регионального значения. В 2000-х годах дом 8а был снесён и отстроен заново, в нём открыт одноимённый ресторан «8а».
- № 10, 12 — девятиэтажные кирпичные жилые дома 1949—1951 года постройки. Были возведены в составе третьей очереди застройки района Песчаных улиц. Архитекторы 3. Розенфельд, Н. Швец и А. Болонов[22]. В доме № 10 жил актёр и режиссёр Ролан Быков[23].

## Транспорт

### Наземный транспорт
- Остановка «Ленинградский проспект»:

Автобус: 105.
- Остановка «Улица Алабяна»:

Автобусы: 26, 60, 88, 100, 105, 691, т59.
- Остановка «Улица Левитана»:

Автобусы: 26, 60, 88, 100, 105, 691, т19, т59.

### Ближайшая станция метро
- Сокол
- Октябрьское Поле
- Панфиловская